# Galícia Socialista
Galícia Socialista va ser un grup polític de Galícia d'esquerres i nacionalista gallec, clandestí durant la dictadura franquista. Va sorgir a Vigo en 1968 al voltant de Camilo Nogueira i Xan López Facal i el componien fonamentalment treballadors, especialment de la fàbrica de Citroën en la localitat. Va intentar, infructuosament, crear un sindicat nacionalista. Comptava també amb altre grup a Santiago de Compostel·la compost per estudiants universitaris. Al principi va mantenir contactes amb el Frente de Liberación Popular i va treballar en el món sindical en el si de Comissions Obreres. En 1971 es va integrar en la Unión do Povo Galego.